# Patrick van Kerckhoven
Pour les articles homonymes, voir Van Kerckhoven.
Patrick van Kerckhoven, mieux connu sous le nom de scène DJ Ruffneck (né à Alblasserdam), est un producteur et DJ néerlandais de techno hardcore. Considéré comme l'un des pionniers du genre, il est considéré comme le principal fondateur d'un genre dit artcore.

## Biographie

### Années 1980–1990
DJ actif depuis 1985, il trouve son inspiration d'abord chez les Pointer Sisters, Jean-Michel Jarre et Kraftwerk, ainsi que parmi les mixes de Ben Liebrand, puis dans la Chicago house et la techno de Détroit. Il sort en 1989 son premier morceau chez IMC, intitulé Future House. Il compose également au sein du duo 80 Aum, qui revendique la parenté du style hardcore néerlandais conjointement avec Paul Elstak.
Kerckhoven s'est impliqué dans de nombreux labels indépendant. En 1990, Jayant Edoo et lui, avec qui il forme le groupe 80 Aum, fondent 80 Aum Records. Lorsque le label ferme en 1995, il se focalise alors sur son propre label, Ruffneck Records, qu'il a fondé en 1993 et qui produira plus de 250 disques sous deux noms de catalogue, Ruffex et Ruff Intelligenze. Après un désaccord avec la maison-mère XSV Music relativement à la redistribution des royalties engendrées par Ruffneck Rules da Artcore Scene!!!, Ruffneck Records fait faillite. Van Kerckhoven part pour fonder Gangsta Audiovisuals, référence catalogue Supreme Intelligence.
Ses titres suivants, sortis sous différents pseudonymes, connaissent un succès grandissant, en particulier 'Mindcontroller en 1991. En cœur de la vague gabber, lorsqu'il sort en 1997 sous le pseudonyme Ruffneck vs. Juggernaut (Juggernaut étant un autre des alias de Ruffneck) le titre Ruffneck Rules da Artcore Scene!!!, reprenant la mélodie Dans l'antre du roi de la montagne tirée de l'opéra d'Edvard Grieg, le morceau atteint le top 40 néerlandais. Après la décrue de la vague gabber, Patrick van Kerckhoven vient à des compositions orientées drum and bass. En 2013, il se définit comme relevant « davantage de la scène underground que de la scène mainstream ».
Van Kerckhoven, sous son pseudonyme de Ruffneck, est considéré comme l'un des pionniers de la scène techno hardcore néerlandaise et comme l'un des artistes majeurs du son gabber. On lui attribue également l'origine du sous-genre techno dit artcore,. On lui attribue souvent un discours très positif sur l'évolution de la scène hardcore,.

### Années 2000–2020
En 2001, il ferme Gangsta Audiovisuals et fonde Enzyme Records avec les mêmes artistes que son précédent label. Enzyme possède trois références catalogues, Enzyme K7, Enzyme VIP et Enzyme X. Au sein de ce label, il est promoteur d'artistes hardcore, gabber, hardstyle. On citera par exemple Ophidian, Endymion, Meagashira, Weapon-X ou encore Nosferatu, ce dernier étant déjà présent chez Gangsta Audiovisuals. En 2004, Ruffneck fonde avec Ophidian et Cardiac Music BV le label Meta4.
Dans les années 2010, il participe à de nombreux events hardcore, hardstyle et gabber, comme le Daylight Festival en 2013 à Rosendaal, Thunderdome aux Pays-Bas et en Belgique en 1998, 2008 et 2009, tête de line-up aux Project Hardcore à Zoetermeer et Underground House Movement à Oberhausen en Allemagne en 2009,, Nightmare ou encore Ground Zero. Pour ces deux derniers événements, il signe leurs hymnes, respectivement en 2011 et en 2013 avec Zero, coécrit avec Nosferatu. Lors de ces soirées, il mixe et joue soit seul, soit accompagné de membres de son label, sous l'étiquette Ruffneck Gangsta Alliance. En 2014, il devient le premier DJ hardcore à lancer sa propre application mobile sur le marché.
Le 14 octobre 2023, il joue avec Promo aux 30 Years of Existence à Sedan, en France.

## Discographie

### House
- 1989 : Future House
- 1990 : The Nightmare (The Dream)
- 1990 : B-House (Revolution)
- 1991 : The sequel
- 1991 : Mindcontroller
- 1991 : The Soul/The Mind (The Spirit)
- 1991 : Fear
- 1991 : Forcefield (Big Dick)

### Early hardcore
- 1991 : The Wind (Devastating rhythm)
- 1992 : Area 1
- 1992 : Weapon of no Violence/Orgasm (Der Energy)
- 1992 : God stepped out on space/baze (Everybody Let's F**k)
- 1993 : Wedlock/Bambadeng (Didgeridoo)
- 1993 : Work it/Artcore (Kingdom)
- 1993 : State of Mind/The After Life (The World of the LSD User)
- 1993 : Wedlock (Base for Your Face) (1993)
- 1993 : XTC motherfucker (Silicium on Wax)
- 1993 : Overmind Remix
- 1993 : Trance
- 1994 : Ja-Nein (Amman)
- 1994 : Pababam/IQ 190/One day/Sinowave Tones
- 1994 : Self Evidence
- 1994 : Wedlock '94
- 1994 : Terradome/Destiny of Love (Acid Rain)
- 1994 : Infusion/Taita oriënte (No God to Us)
- 1994 : Basspump/Voidsector (I'm Your Head)
- 1994 : Communism (Don't Fuck with Ruffneck)
- 1994 : Infiltrator/One step ahead (Induce Trance)
- 1994 : Open the door/Ridiculous (Funky Tales)
- 1994 : Get Sorted (Underground Funk)
- 1994 : My Salvation

### Gabber
- We've Got Enough/Rave Nation (You suck) (1995)
- Selecta/In the Brain (Deep in the underground) (1995)
- Rock Dizz (Jiieehhaa) (1995)
- Blue heat (Ganjaman) (1995)
- Dominate/Keep it Going Now (Now Who's in control) (1995)
- Smoke Diz (Reactor) (1995)
- Bou Bou/The Artilleryman (Bazeman) (1995)
- Who Is It/Humanoid (The knight of vision) (1995)
- Fear of a Ruff Planet (1995)
- No Law (Heartbeat) (1995)
- No Choice (No response) (1995)
- Get on Down (Pump the Vibe) (1996)
- Tales of Creation & Destruction (Doodlesex) (1996)
- No Out of Here (Not Responsible!!) (1996)
- 4 My Sense (Pumpin') (1996)
- Artcore Reggeabeat/Reality (Emphasis on hardcore) (1996)
- Who Are You Fuckin' With (New Shit) (1996)
- Condemned (Answer) (1996)
- Mindblower (The fall of babylon) (1996)
- Ruffneck Rules da Artcore Scene (Ruffneck & Juggernaut 1997)
- Can't You Feel the Baze (Bazeman) (1997)
- Push that Button (The phuckin' dead) (1997)
- Don't Fuck With a Ruffneck (1997)
- The Future/ Hardcore DNA (Inspiration vibes) (1997)
- LSD 97' Ruffneck soldiers (1997)
- Dangeruz/Stop the Rhythm (White line) (1997)
- In the Darkness (Search for Marihuana) (1997)
- Mescalum (1997)
- Sleeping (1998)
- Frightnight (1998)
- My Mind Exposed/The Genesis (Evolution Theory) (1998)
- Fire and Blood (A second future for human kind) (1998)
- The Enemy (1998)
- So Bright (1998)
- Weird (1998)
- Enter the Darkness (1998)

#### Singles classés
| Titre                               | Classement                    | Meilleure position | Semaines dans le classement |
| ----------------------------------- | ----------------------------- | ------------------ | --------------------------- |
| Ruffneck Rules da Art-core Scene!!! | Pays-Bas (Nederlandse Top 40) | 12                 | 15                          |

### Artcore et hardcore
- Pull tha Trigger (1999)
- Step Aside (1999)
- Ways of the Core (The Holy Kingdom) (1999)
- Symphony in Black (1999)
- Flowergarden (Silence) (1999)
- So Many Sacrifices (feat. Ophidian) (2007)
- The Real (feat. Ophidian) (2008)